# Pierre Jean Jouve

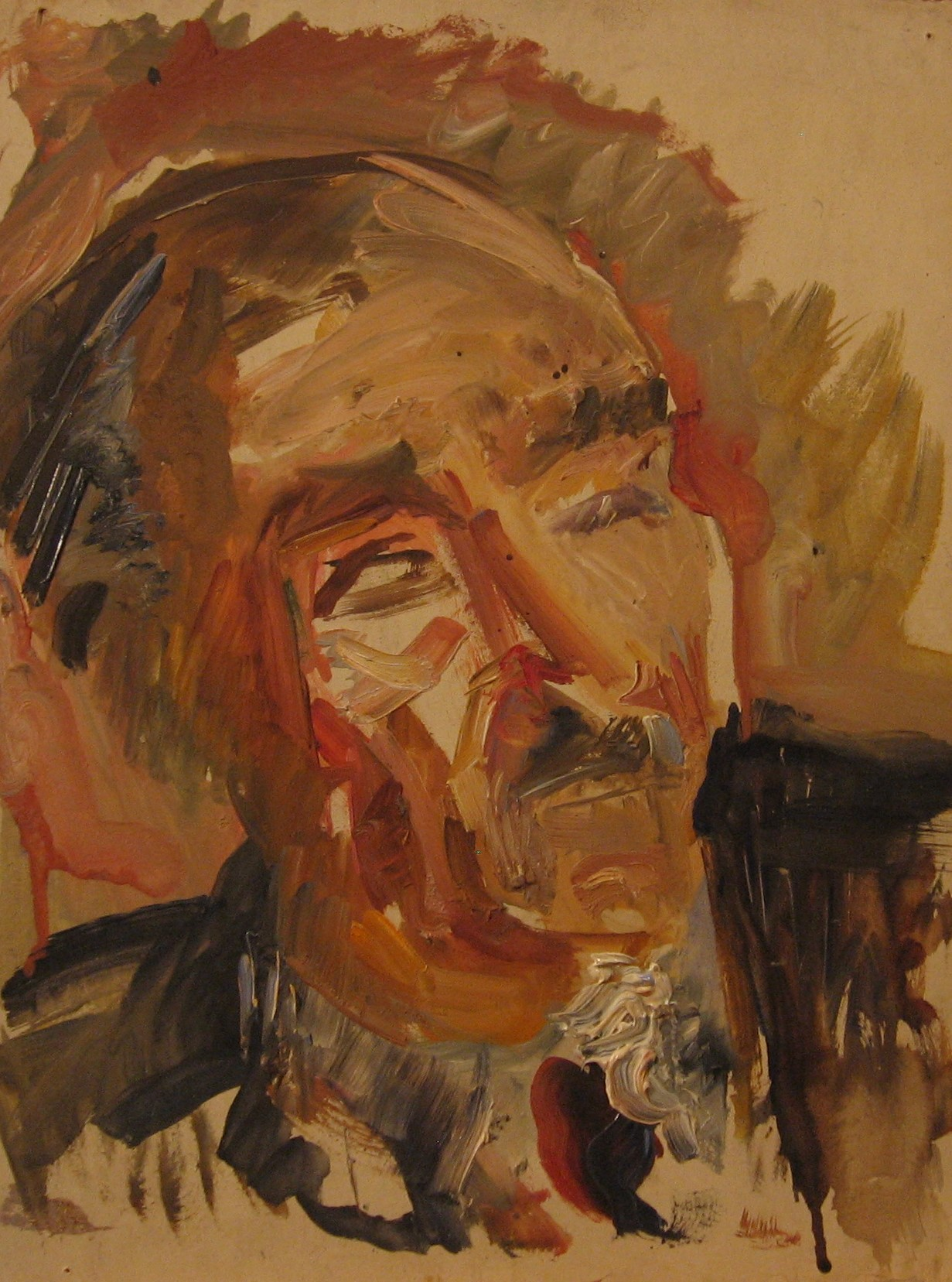
Portret Pierre’a Jeana Jouve autorstwa Claire Bertrand

Pierre Charles Jean Jouve (ur. 11 października 1887 w Arras, zm. 8 stycznia 1976 w Paryżu) – francuski pisarz, powieściopisarz, poeta i krytyk.
Początkowo bliski unanizmowi. Po przejściu na katolicyzm w 1924 roku, zwrócił się ku mistycyzmowi hiszpańskiemu oraz psychoanalizie Zygmunta Freuda. Tworzył powieści psychologiczne i eseje.
Wśród jego poezji hermetycznych i pełnych symboli prostotą wyróżnia się tom: „La Vierge de Paris” (1945). Do esejów i przekładów poezji tego pisarza należą: tłumaczenia Szekspira i Rabindranath Tagore.
Powieści:
|  | Paulina 1880 (1925),    | przeniesiona na ekran w 1972 przez Jean-Louis Bertucelliego                                                                 |
|  | Le Monde désert (1927), | przeniesiona na ekran w 1985 przez Pierre Beuchota                                                                          |
|  | Les Noces (1928)        | |
|  | Hécate (1928)           | {\displaystyle {\Big \}}} L’Aventure de Catherine Crachat (1961 i 1963), przeniesiona na ekran w 1990 przez Pierre Beuchota |
|  | Vagadu (1931)           | {\displaystyle {\Big \}}} L’Aventure de Catherine Crachat (1961 i 1963), przeniesiona na ekran w 1990 przez Pierre Beuchota |
|  | Sueur de sang (1933)    | |
|  | Diadème (1949)          | |
|  | Mélodrame (1954)        | |
|  | Invention (1959)        | |
|  | Ténèbres (1964).        | |

Nagradzany m.in. przez ministra kultury Francji (1962) i Akademię Francuską (19 czerwca 1966).